# Boiga andamanensis
Boiga andamanensis es una especie de serpientes de la familia Colubridae.

## Distribución geográfica
Es endémica de las islas Andamán en la India.

## Estado de conservación
Se encuentra amenazada por la pérdida de su hábitat natural.